# Nappe phréatique rhénane

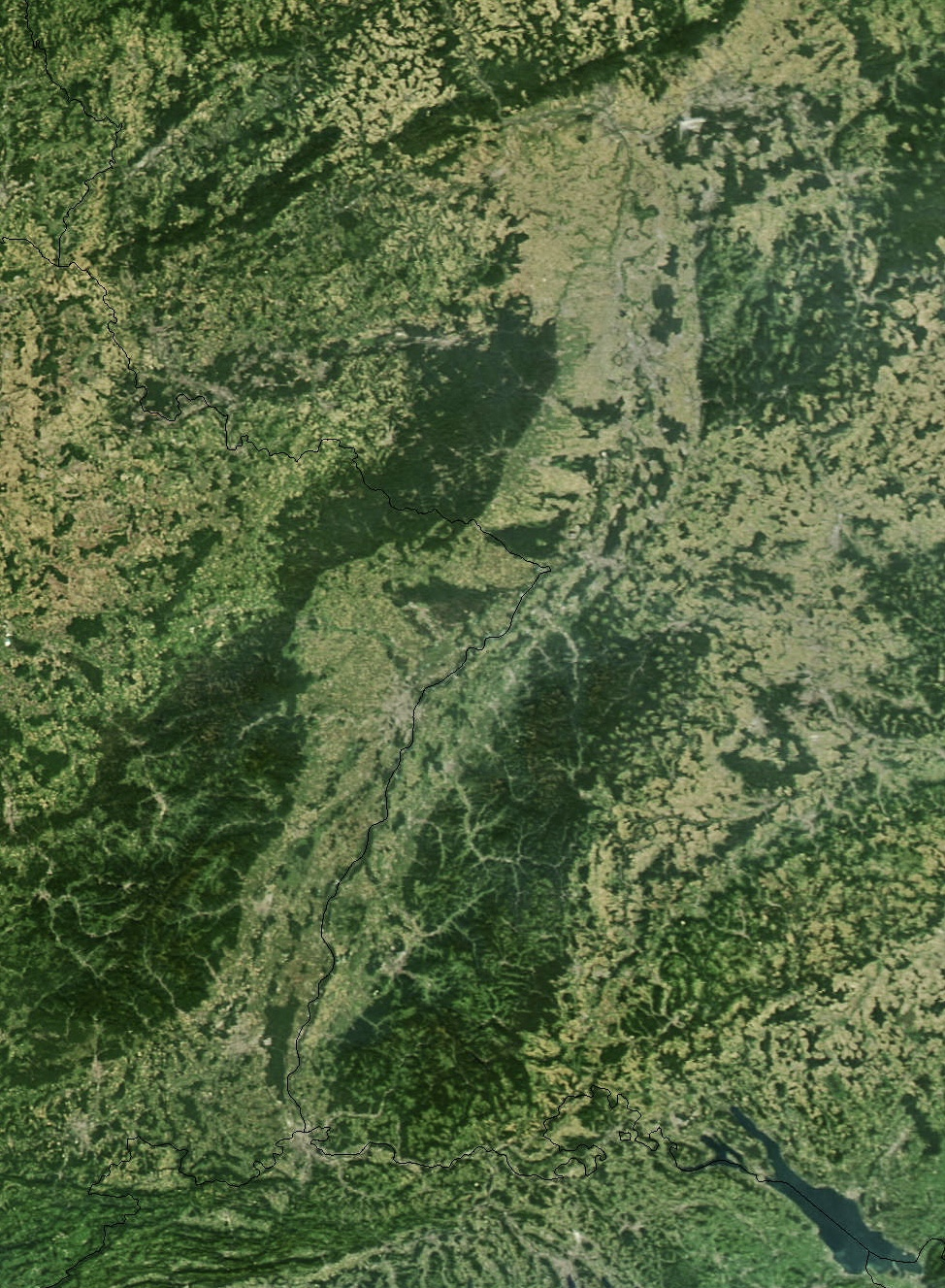
Image satellite du Fossé rhénan sous lequel se trouve la nappe phréatique rhénane.

La nappe phréatique rhénane, ou nappe phréatique de la Plaine du Rhin, est la plus importante nappe phréatique de France et d'Europe.

## Géographie
Le fossé rhénan (qui englobe la plaine d'Alsace) héberge la plus grande nappe phréatique d'Europe. En Alsace, on parle plus spécifiquement de nappe phréatique ello-rhénane en référence à l'Ill. Les sources phréatiques portent le nom de Donnerloch,. Les rivières phréatiques s'appellent les Giessen.
La nappe phréatique rhénane se situe dans le fossé rhénan, aussi appelé plaine du Rhin, partagée entre l'Alsace en France, le Bade-Wurtemberg en Allemagne dans la plaine de Bade et à moindre échelle le canton de Bâle et celui de Bâle-Ville en Suisse.
Elle s'étend sur un espace d'environ trois cents kilomètres de longueur et sur trente-cinq de largeur entre Francfort-sur-le-Main au nord et Bâle au sud,.
La partie française s'étend sur 3 200 kilomètres carrés.

### Volume
La partie alsacienne de la nappe phréatique rhénane est estimée à 35 milliards de mètres cubes d'eau,.
Elle a en moyenne une épaisseur de 70 mètres.

## Exploitation par l'Homme

### Prélèvement des eaux
Le prélèvement des eaux de la nappe phréatique rhénane en Alsace représente environ 550 millions de mètres cubes par an.
L'eau de la nappe phréatique rhénane est pompée à de nombreux endroits et fournit une majeure partie des besoins en eau de l'Alsace :
- 75 % des besoins en eau potable ;
- 50 % des besoins en eau industrielle ;
- 90 % des besoins en eau d'irrigation.

L'utilisation des eaux prélevées se répartit de la façon suivante :
- 68 % sont utilisés par l’industrie,
- 20 % sont utilisés pour l'alimentation en eau potable des populations,
- 12 % sont utilisés pour l'irrigation.

## Pollutions
L'Ill est polluée aux polychlorobiphényles (PCB) sur la quasi-totalité de son cours. En 1970, un accident a gravement pollué la nappe phréatique (voir Benfeld : Hydrographie et les eaux souterraines). L'APRONA constate en 2018 une détérioration de la qualité de la nappe. Si les nitrates restent le principal problème, les pesticides et surtout leurs métabolites constituent un « inquiétant effet cocktail ». On retrouve également les traces des hydrocarbures perfluorés (PFC), non biodégradables et très persistants. Plus généralement, on trouve la trace de micropolluants presque partout dans la nappe, qu'il s'agisse de PFC, de plastifiants et détergents, de substances pharmaceutiques (par lixiviation des décharges), des adjuvants alimentaires, des dioxines, PCB et furanes. Selon Alsace Nature, les taux de présence de métabolites issus des herbicides sont « alarmants ». L'association s'oppose aux arrêtés « portant dérogation pour la distribution d’une eau ne répondant pas à des limites de qualité réglementaires fixées pour les eaux destinées à la consommation humaine ». En 2024, près de la moitié des points de mesure montre un dépassement des limites en matière de nitrates, pesticides et autres PFAS. La station d’épuration du Syndicat mixte du bassin de l’Ehn à Meistratzheim rejette 15,5 g de PFAS par litre d'effluent, tandis que l'installation de stockage de déchets non dangereux de Châtenois, aujourd'hui fermé, en rejette 1,5 g par litre d'effluent. L'eau de Saint-Louis est fortement chargée en PFAS,,.
La Zorn coule à proximité de l'ancienne décharge de Hochfelden, aujourd'hui fermée, et polluée au lindane.
Depuis la décennie 2010, avec la multiplication des projets de géothermie profonde dans la plaine d'Alsace, il y a lieu de veiller à la protection de la nappe phréatique ello-rhénane.
Le centre de stockage souterrain StocaMine constitue un risque pour la nappe phréatique,.
Plus en amont, les centrales nucléaires suisses de Beznau, Gösgen et Leibstadt sont encore en activité. La Suisse envisage d'enfouir ses déchets nucléaires à proximité de la frontière allemande (voir Hochrhein : Énergie nucléaire).

### Contrôle des eaux
La qualité des eaux de la nappe phréatique rhénane est contrôlé entre 4 et 6 fois par an via mille sept cents points de prélèvement, dont 830 se trouvent en Alsace. Ces contrôles portent sur un total de 400 polluants.